# 西北農林科技大学
西北農林科技大学（英語: Northwest A&F University、略称: NWAFU）は中華人民共和国陝西省に位置する国立大学である。1934年に創立された。中国の難関大学群「985工程」の成員校の一つである。国家重点大学として、「211工程」や「双一流」などのエリート大学育成プロジェクトにも選定されている。また、中国の中央政府に直属する「副部級大学」31校の一つであり、中国国内において高い評価と名声を有している。
アメリカのU.S.News世界大学ランキング2025年版では、世界第374位となっています（東京大学は84位、九州大学は357位、北海道大学は439位）。また、ARWU世界大学ランキング2024年版では、301～400位の区間にランクされています（慶應義塾大学と同じ順位帯）。特に生命科学と農学の分野においては、西北農林科技大学は中国における最も優れた国立大学の一つと見なされている。

## 概要
1934年（民国23年）、于右任と楊虎城は陝西省咸陽市に前身となる国立西北農林専門学校が創設された。1939年（民国28年）には、国立西北農学院に改称された。その後、1999年9月に国務院の批准を受けて、元「西北農業大学」、「西北林学院」、「中国科学院水土研究所」、「西北水利科学研究所」、「陝西省農業科学院」、「陝西省林業科学院」、「西北植物研究所」などの科学教育機関が合併し、現在の西北農林科学技術大学が誕生した。

大学には情報工学学院、化学・薬学院、農学院、生命科学学院、機械・電子工学学院など、計28の学部が設置されている。西北農林科技大学のキャンパスは南北の2つの校区に分かれており、総面積は約3.94平方キロメートルに及ぶ。

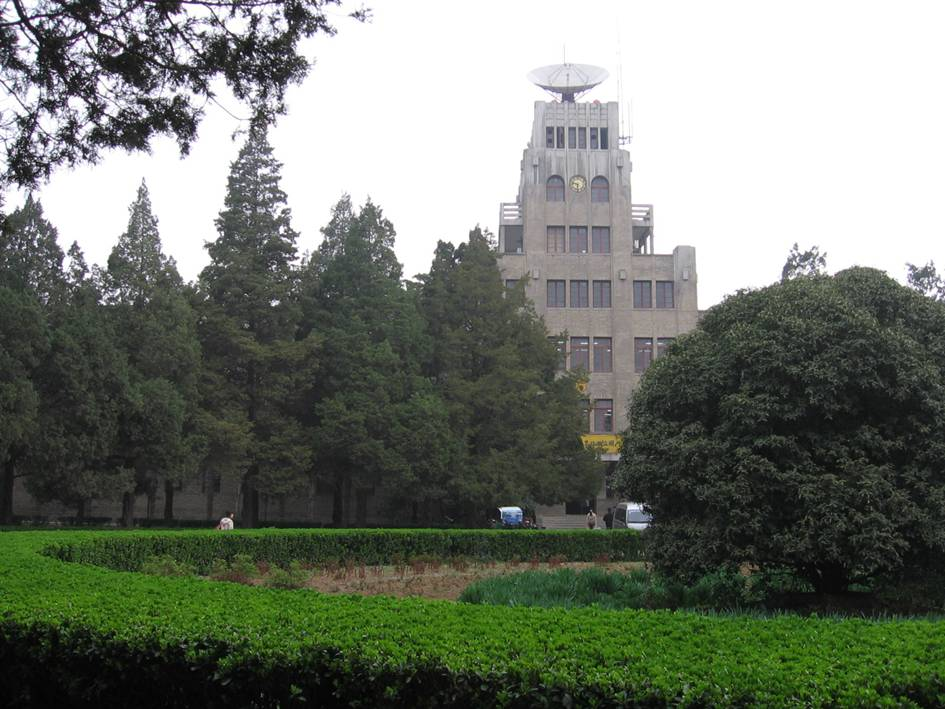
第3講義棟、1934年に中華民国政府の出資により建設された。

## 大学ランキング
- U.S.News大学ランキング：世界第374位（日本の九州大学の357位に近い）。
- U.S.News大学ランキング - 農業科学分野：第4位。
- U.S.News大学ランキング - 生物学・生化学分野：第15位。
- U.S.News大学ランキング - 食品科学分野：第11位。
- U.S.News大学ランキング - 化学分野：第157位。

## 国際交流

### アメリカにおける協定校
- コーネル大学（Cornell University）
- メリーランド大学（University of Maryland）
- ワシントン州立大学（Washington State University）

### 日本における協定校
- 九州大学
- 茨城大学
- 島根大学

### 部局間協定
- 北海道大学 水産科学部
- 千葉大学 環境健康フィールド科学センターと西北農林科技大学・園芸学
- 宮崎大学 農学部

### 公式サイト
- 西北農林科学技術大学
- 西北農林科学技術大学（英語）

## 外部サイト
- 大学の概要 西北農林科技大学／中国の主要大学（Science Portal China）（日本語）

1. ↑  “2024-2025 USNews Best Global Universities Rankings”. 2025年1月10日閲覧。
2. ↑  “ShanghaiRanking's Academic Ranking of World Universities”. www.shanghairanking.com. 2025年5月4日閲覧。